# Tillandsia chusgonensis
Tillandsia chusgonensis är en gräsväxtart som beskrevs av Lieselotte Hromadnik. Tillandsia chusgonensis ingår i släktet Tillandsia och familjen Bromeliaceae. Inga underarter finns listade i Catalogue of Life.